# Бондарчук Сергій Віталійович
Сергій Віталійович Бондарчук (нар. 18 січня 1997) — український футболіст, захисник вінницької «Ниви».

## Життєпис
Футболом розпочав займатися у вінницькій «Нікі». З 2011 по 2014 рік виступав на юнацькому рівні за «Десну» (смт Стрижавка), а також вінницькі колективи «Нива» та ВОДЮСШ. Дорослу футбольну кар'єру розпочав 2014 року в складі вінницького ВО-ДЮСШ, який виступав у чемпіонаті Вінницької області. У 2015 року перейшов до аматорського колективу «Нива-В». З 2016 по 2018 рік грав за «ЕСМ-Поділля» (Вінниця).
Під час зимової перерви сезону 2018/19 років повернувся до «Ниви». Дебютував у футболці вінницького клубу 6 квітня 2019 року в переможному (1:0) домашньому поєдинку 18-о туру групи А Другої ліги України проти «Чайки» (Петропавлівська Борщагівка). Сергій вийшов на поле в стартовому складі та відіграв увесь матч.